# Difosfat—fruktoza-6-fosfat 1-fosfotransferaza
Difosfat—fruktoza-6-fosfat 1-fosfotransferaza (EC 2.7.1.90, 6-fosfofruktokinaza (pirofosfat), pirofosfat-fruktoza 6-fosfat 1-fosfotransferaza, neorganski pirofosfat-zavisna fosfofruktokinaza, neorganski pirofosfat-fosfofruktokinaza, pirofosfat-zavisna fosfofrukto-1-kinaza, pirofosfat-fruktoza 6-fosfatna fosfotransferaza) je enzim sa sistematskim imenom difosfat:D-fruktoza-6-fosfat 1-fosfotransferaza. Ovaj enzim katalizuje sledeću hemijsku reakciju
difosfat + -fruktoza 6-fosfat {\displaystyle \rightleftharpoons } fosfat + -fruktoza 1,6-bisfosfat

## Literatura
- Nicholas C. Price; Lewis Stevens (1999). Fundamentals of Enzymology: The Cell and Molecular Biology of Catalytic Proteins (Third изд.). USA: Oxford University Press. ISBN 019850229X.
- Eric J. Toone (2006). Advances in Enzymology and Related Areas of Molecular Biology, Protein Evolution (Volume 75 изд.). Wiley-Interscience. ISBN 0471205036.
- Branden C; Tooze J. Introduction to Protein Structure. New York, NY: Garland Publishing. ISBN 0-8153-2305-0.
- Irwin H. Segel. Enzyme Kinetics: Behavior and Analysis of Rapid Equilibrium and Steady-State Enzyme Systems (Book 44 изд.). Wiley Classics Library. ISBN 0471303097.
- William P. Jencks (1987). Catalysis in Chemistry and Enzymology. Dover Publications. ISBN 0486654605.

## Spoljašnje veze
- Diphosphate---fructose-6-phosphate+1-phosphotransferase на 